# Can Tàpies (Badalona)
Can Tàpies va ser una masia de Badalona, avui desapareguda, ubicada a l'actual barri de Coll i Pujol.

## Descripció
Casa pairal restaurada al llarg dels anys. Constava de planta baixa i dos pisos. La façana davantera era moderna, presidida per una gran tribuna, sota la qual hi havia la porta principal. En el finestral del primer pis hi havia entronitzada la imatge del Sagrat Cor de Jesús a mida natural; al llarg del pis seguia una renglera de finestres amb reixa de ferro i uns senzills esgrafiats. Les façanes laterals, restaurades a principis del segle xx, eren poc reeixides, només arrebossades sense gaire traça. La posterior tenia les parets apedaçades i rònegues. La seva entrada principal estava al carrer d'Agustí Montal. Tenia grans terrenys exteriors, passat el barri d'entrada un breu passeig voltat d'arbres i dues fileres de troanes, que conduïa fins a un jardí d'estil vuitcentista. Limitat per una balustrada, al centre d'aquest espai hi havia un estany ovalat amb un brollador romàntic rodejat de parterres. Al jardí, a més, hi havia gran varietat d'espècies arbòries com magnòlies, palmeres, avets, acàcies i alguns eucaliptus, que servien d'ombra i decoració. A la part baixa hi havia un clos utilitzat com a hort.
A l'interior, el vestíbul era espaiós, la casa estava ben decorada de mobles antics. Des d'aquesta habitació, la porta de la dreta portava a un despatx sumptuós, i una altra l'escala que duia als pisos de dalt. Per la del centre s'accedia al celler. Al fons hi havia ran de terra un forat, on per mitjà d'uns esglaons es baixava a una galeria estreta de poca llargada, que acabava en una mena de cova circular, utilitzada per conservar alguns aliments, col·locats en unes prestatgeries, mètode molt emprat en les cases pairals, com per exemple Can Bofí Vell. Des de la dreta del vestíbul s'accedia al menjador, del sostre del qual penjava una aranya de vidres de diferents braços, els mobles eren també luxosos i el més notable de la sala era la llar de foc, sobre llur llesca hi havia un rellotge de porcellana i dos canelobres de metall i altres objectes per a decoració. Des d'aquí, a través d'una porta de vidre es podia passar a una moderna cuina de color blanc, i per una altra porta al salonet familiar, amb una decoració igualment sumptuosa. Al primer pis hi havia una gran sala d'aire festiu, on penjaven una sèrie de retrats ovals dels avantpassats de la família, i les parets estaven també pintades al fresc des de principis del segle xix. A un costat hi havia la capella, d'estil barroc, construïda al segle xviii. El segon pis era utilitzat com a golfes.

## Història
El segle xviii, la masia era propietat dels cònjuges Pau Salabert i Raimonda Canyadó (vegeu Can Canyadó). Després passà als Tàpies i als Ventós-Mir.
Durant la Guerra Civil espanyola (1936-1939) s'hi va establir la conselleria de guerra de Badalona. Vers el 1977 va ser enderrocada, i al solar s'hi van construir unes naus industrials de l'empresa Llamas SA.